# Ziekte van Waldenström
De ziekte van Waldenström of macroglobulinemie is een zeldzame, kwaadaardige beenmergziekte. Het is een vorm van kanker die lijkt op de ziekte van Kahler (multipel myeloom). Er is sprake van een ongecontroleerde groei van witte bloedcellen, die sterk verwant zijn aan plasmacellen. De woekerende cellen produceren een abnormale antistof, een M-proteïne. Dit werd ontdekt in 1961. Deze antistoffen zijn veel groter dan bij multipel myeloom.
De ziekte van Waldenström is genoemd naar de Zweedse arts-internist Jan G. Waldenström (1906-1996), de eerste die de ziekte beschreef. 
De aandoening zou meer voorkomen bij mannen dan bij vrouwen. De gemiddelde leeftijd waarop de ziekte voorkomt zou 65 jaar zijn, maar ze kan ook optreden op veel jongere leeftijd. Over het ontstaan van de ziekte is heel weinig bekend. De ziekte van Waldenström is een lymfoplasmacytair lymfoom (een non-hodgkinvariant). 

## Klachten
Door de woekerende bloedcellen is er een onvoldoende aanmaak van gezonde bloedcellen. Veel patiënten met de ziekte klagen over vermoeidheid.
De aanmaak van normale antistoffen is verstoord waardoor een verhoogd risico op infecties ontstaat. Ontstane infecties genezen ook veel langzamer. Bloedingen en bloeduitstortingen ontstaan vaak door het lage aantal bloedplaatjes.
Het type antistof dat bij waldenström wordt aangemaakt doet de stroperigheid van het bloed toenemen. Deze stroperigheid veroorzaakt stoornissen in de doorbloeding, waardoor patiënten klachten krijgen van de ogen, het hoofd, de huid, oren (tinnitus), vingers en tenen. De milt is vergroot en de lymfeklieren kunnen opgezet zijn.
De invloed van het M-proteïne op de zenuwbanen leidt tot beschadiging, met name polyneuropathie. Voornaamste klachten zijn krachtsverlies en tintelingen in handen en voeten.

## Diagnose
De diagnose van de ziekte wordt gesteld na een combinatie van lichamelijk onderzoek en een aantal testen:
- Een bloedonderzoek. Hoge concentraties IgM.
- Urineonderzoek
- Beenmergpunctie
- CT-scan of een echo. Controle op vergrote lymfeklieren.

## Behandeling
De ziekte kenmerkt zich door langzame achteruitgang.
In de eerste periode is behandeling gedurende langere tijd, soms jaren, niet nodig. Is behandeling wel nodig, dan zijn er goede mogelijkheden om de ziekte met medicijnen (tijdelijk) te onderdrukken. Genezing is echter niet mogelijk.
Verschillende behandelopties zijn:
- Chemotherapie
- Radiotherapie
- Stamceltransplantatie
- Ondersteunende therapie zoals plasmaferese

Vaak wordt voor de behandeling een combinatie van chemotherapie en plasmaferese gekozen.

## Prognose
Bij patiënten die behandeld moeten worden, is de gemiddelde overlevingsperiode ongeveer 6,5 jaar.